# (13840) Wayneanderson
(13840) Wayneanderson est un astéroïde de la ceinture principale.

## Description
(13840) Wayneanderson est un astéroïde de la ceinture principale. Il fut découvert le 6 décembre 1999 à Socorro (Nouveau-Mexique) par le projet LINEAR. Il présente une orbite caractérisée par un demi-grand axe de 2,42 UA, une excentricité de 0,15 et une inclinaison de 2,1° par rapport à l'écliptique.

## Compléments